# MechWarrior (videojuego de 1989)
MechWarrior es el segundo videojuego de la serie BattleTech. MechWarrior fue el primer videojuego que ofrecía al jugador la posibilidad de pilotar un BattleMech desde la perspectiva de un piloto (un MechWarrior). Con este juego, el jugador tiene mucha libertad en comparación con muchos de los juegos MechWarrior posteriores, que incluyen la elección de misiones, la compra y venta de mechas y piezas, la contratación de compañeros y los viajes por la Esfera Interior. Debajo de las principales mecánicas del juego, el jugador tiene la opción de seguir un arco argumental al estilo de juego de rol que se desarrollará a lo largo de cinco años dentro del juego.
El juego fue adaptado a las computadoras domésticas japonesas Sharp X68000 y PC-98 en 1992 y 1993 bajo el nombre de Battletech: Ubawareta Seihai.

## Historia
La historia se desarrolla entre los años 3024 y 3028. Sigue a un guerrero mecánico llamado Gideon Braver Vandenburg, hijo del duque Cameron Vandenburg. Su familia ha sido asesinada y el cáliz que demuestra que es el heredero al trono de su planeta, la Luna de Ander, ha sido robado, y él resulta exiliado. Gideon debe desarrollar una fuerza de guerreros mecánicos y robots de combate, encontrar a los que cometieron los actos contra su familia y vengarse en un plazo de cinco años o todo estará perdido.
La historia termina con la derrota de los mercenarios del Ala Oscura.

## Jugabilidad
Mechwarrior gira en torno a tres elementos básicos del juego. El jugador puede viajar por un mapa preciso de la Esfera Interior negociando contratos con las cinco Grandes Casas. Dependiendo de las acciones del jugador, su unidad mercenaria desarrollará una reputación con cada casa, lo que puede generar misiones más grandes y lucrativas. También se puede crear una reputación negativa si el jugador lucha contra una casa en varias misiones. En ese caso, los jugadores descubrirán que la casa ya no está dispuesta a negociar un contrato.
El segundo elemento gira en torno a los BattleMechs dentro del juego. Los BattleMechs se pueden comprar y vender o reparar de los daños de combate. De esta manera, el jugador puede actuar como un comerciante y adquirir mechas en un planeta y venderlos en otro para obtener ganancias. Los Mechwarriors también se pueden contratar en el bar local con distintos niveles de habilidad. La reputación de la unidad determinará la calidad de los posibles reclutas.
Por último, está la simulación de combate. Dependiendo del contrato, el jugador deberá cumplir con ciertos criterios que van desde la defensa de una instalación hasta la destrucción total del enemigo. El combate se muestra en primera persona desde la cabina de un robot de combate. El motor del juego utiliza gráficos vectoriales simples para el combate real.
Los tres elementos se combinaron para crear un juego único que era parte juego de rol, parte económico y parte simulación de combate.

### Simulación de combate
Mechwarrior de 1989 fue el primer simulador de BattleTech que colocaba al usuario dentro de un battlemech real para pilotearlo en primera persona. Si bien los gráficos en 3D con sombreado plano eran muy simples, los mechas individuales eran fáciles de identificar. El jugador comienza con un Jenner dañado y tendrá la oportunidad de construir con el tiempo una serie completa de 4 battlemechs con la capacidad de elegir entre un total de 8 diseños. Cada mecha está equilibrado y tiene su propio papel único dentro del juego. El Locust y el Jenner fueron diseñados especialmente para misiones de estilo de ataque rápido, mientras que las máquinas más pesadas, como el Battlemaster y el Marauder, pueden caminar a través del fuego pesado y sobrevivir. Los mechas medianos, como el Phoenix Hawk y el Shadow Hawk, tienen la capacidad de saltar sobre el terreno con jets de salto y atacar a los enemigos por detrás (el Jenner también tiene esta propiedad). Finalmente, la clase pesada, que incluye tanto al Rifleman como al Warhammer, puede aportar la mayor potencia de fuego.
El combate en sí seguía las reglas ideadas por el juego de mesa. La velocidad de disparo está limitada por la capacidad del mecha de disipar el calor a través de disipadores de calor. El combate general estaba definido por las reglas de la era 3025. El daño se trasladaba después de cada misión y requería que las reparaciones se completaran con un costo para el propietario. Al principio del juego, a veces era necesario reparar un mecha solo parcialmente para que pudiera funcionar en una misión debido a los fondos limitados.
Durante el combate, el jugador también puede dar órdenes básicas a los compañeros, que tienen una IA muy simple. Una característica interesante de esta IA es su capacidad de retirarse si se alcanzaba un cierto nivel de daño.

## Recepción
MechWarrior fue un éxito comercial, con ventas de casi 100.000 copias en 1997.
Jim Trunzo analizó MechWarrior en el número 21 de White Wolf (junio/julio de 1990), calificándolo con un 4 de 5 y afirmando que «Mechwarrior de Activision es un producto excepcional. Es raro que el jugador tenga una experiencia tan rica y vicaria como la que tiene en este juego. Mechwarrior es un producto al que jugarás una y otra vez porque cada batalla es un desafío único y la sofisticación del combate te invita a mejorar tus habilidades y estrategia cada vez que te subes a la cabina».
El juego fue reseñado en 1990 en la revista número 161 de Dragon por Patricia Hartley y Kirk Lesser en la columna «El papel de las computadoras». Los críticos le dieron al juego 5 de 5 estrellas. En una encuesta de 1992 sobre juegos de ciencia ficción, Computer Gaming World le dio al título cuatro de cinco estrellas, afirmando que «esta simulación de combate robótico es como un caramelo: divertida y exuberante, aunque puede pudrirte los dientes». Una encuesta de 1994 sobre juegos espaciales estratégicos ambientados en el año 2000 y posteriores le dio al juego tres estrellas de cinco.
Rik Haynes de ACE le dio a MechWarrior 887 de 1000 puntos, escribiendo que: «MechWarrior me enganchó desde el principio, es una fusión casi perfecta de simulación de vuelo y juego de rol».